# Thornton (Colorado)
Thornton es una ciudad ubicada en el condado de Adams en el estado estadounidense de Colorado. En el año 2010 tenía una población de 118.772 habitantes y una densidad poblacional de 1.184,1 personas por km². Su nombre obedece en homenaje a Daniel I.J Thornton (1911-1976), quien fuera como Gobernador de estado de Colorado.

## Geografía
Thornton se encuentra ubicada en las coordenadas 39°54′11″N 104°57′16″O / 39.90306, -104.95444.

## Demografía
Según la Oficina del Censo en 2000 los ingresos medios por hogar en la localidad eran de $54.445, y los ingresos medios por familia eran $58.742. Los hombres tenían unos ingresos medios de $40.098 frente a los $29.982 para las mujeres. La renta per cápita para la localidad era de $41.471. Alrededor del 5,2% de la población estaban por debajo del umbral de pobreza.